# Seiichi Niikuni

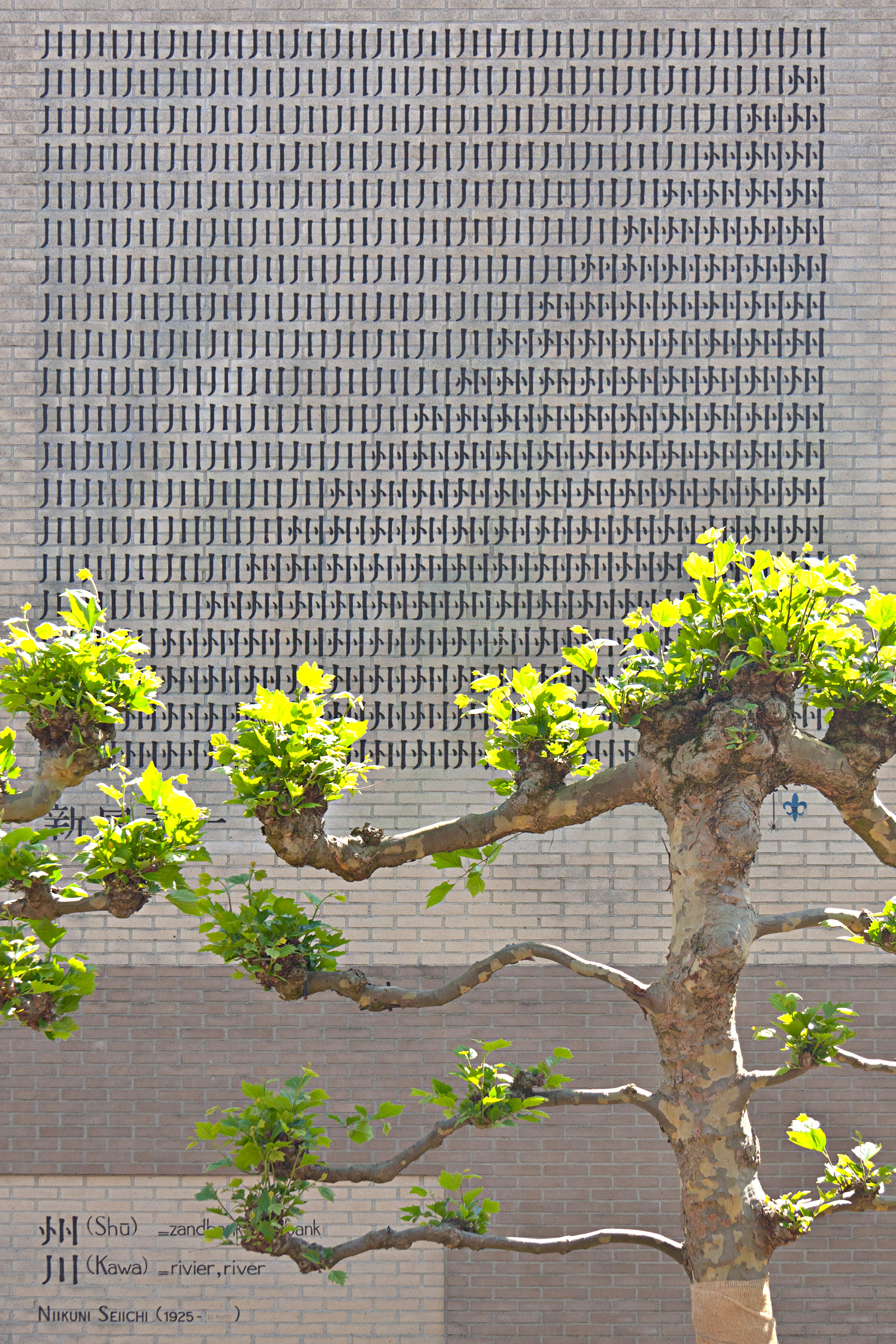
Kawa mata wa Shū (1966) em Leiden (Países Baixos)

Seiichi Niikuni, em idioma japonês 新国　誠一, transliterado Niikuni Seiichi (7 de dezembro de 1925 – 23 de agosto de 1977), foi um poeta e pintor do Japão, autor de uma poesia ideogramática, considerado por Haroldo de Campos um dos mais importantes poetas concretos japoneses .

## Obras
- Zero-On/Zero-Ideossom (1963)
- Nichifutsu Shishū (1966), em colaboração com Pierre Garnier